# Baixo Tâmega
Baixo Tâmega - (port. Baixo Tâmega ComUrb) pomocnicza jednostka administracji samorządowej. W skład zespołu wchodzi 7 gmin (posortowane według liczby mieszkańców): Amarante, Marco de Canavezes, Baião, Cinfães, Celorico de Basto, Resende oraz Mondim de Basto. W roku 2001 populacja zespołu wynosiła 198 058 mieszkańców. Stolica i jednocześnie największym miastem jest Amarante.